# Manuel Polo y Peyrolón
Manuel Polo y Peyrolón (1846-1918) est un essayiste et un homme politique traditionaliste espagnol.

## Biographie
Après avoir été élu député en 1896 pour le Parti carliste, il est élu sénateur en 1907.

## Œuvres
- Realidad poética de mis montañas. Costumbres de la sierra de Albarracín (1873)
- Alma y vida serrana, costumbres populares de la sierra de Albarracín (1910)
- Los mayos: novela original de costumbres populares de la Sierra de Albarracín (1878)
- Elementos de Psicología (1879)
- Elementos de Lógica (1880)
- Elementos de Ética (1880)
- Parentesco entre el hombre y el mono (1878)
- Elogio de Santo Tomás de Aquino (1880)
- El cristianismo y la civilización (1881)
- Intervención de la masonería en los desastres de España (1899)
- Credo y programa del partido Carlista (1905)
- Curso de Psicología elemental (1879)
- Pepinillos en Vinagre (1891)
- El liberalismo por dentro. Diálogos (1895)
- El liberalismo católico sin comentarios (1906)
- Siempre en la brecha carlista (1907)
- Anarquía, fiera mansa (1908)
- La escuela primaria y el catecismo (1913)